# Буенависта (Тултитлан)
Буенависта (шп. Buenavista) насеље је у Мексику у савезној држави Мексико у општини Тултитлан. Насеље се налази на надморској висини од 2333 м.

## Становништво
Према подацима из 2010. године у насељу је живело 206081 становника.

### Хронологија
| Година       | 2000                   | 2005                    | 2010                     |
| ------------ | ---------------------- | ----------------------- | ------------------------ |
| Становништво | 193707 (95741 / 97966) | 198404 (97620 / 100784) | 206081 (100993 / 105088) |

### Попис
| \| \| м \| \| \| ж \| \| 0—2 \| 5.505 \| \| \| 5.410 \| \| 3—5 \| 5.913 \| \| \| 5.708 \| \| 6—11 \| 11.753 \| \| \| 11.261 \| \| 12—14 \| 5.345 \| \| \| 5.234 \| \| 15—17 \| 5.690 \| \| \| 5.627 \| \| 18—24 \| 13.768 \| \| \| 13.965 \| \| 60+ \| 6.483 \| \| \| 7.040 \| \| Просек : \| 28,9 \| \| \| 29,8 \| |        |  |  |        |
| |        |  |  |        |
| | м      |  |  | ж      |
| 0—2 | 5.505  |  |  | 5.410  |
| 3—5 | 5.913  |  |  | 5.708  |
| 6—11 | 11.753 |  |  | 11.261 |
| 12—14 | 5.345  |  |  | 5.234  |
| 15—17 | 5.690  |  |  | 5.627  |
| 18—24 | 13.768 |  |  | 13.965 |
| 60+ | 6.483  |  |  | 7.040  |
| Просек : | 28,9   |  |  | 29,8   |

| #   | Индикатор                                                                                        | Вредност |
| --- | ------------------------------------------------------------------------------------------------ | -------- |
| 1   | Становништво од 0 до 2 године                                                                    | 10915    |
| 2   | Мушко становништво од 0 до 2 године                                                              | 5505     |
| 3   | Женско становништво од 0 до 2 године                                                             | 5410     |
| 4   | Становништво са 3 и више година                                                                  | 192217   |
| 5   | Мушко становништво са 3 и више година                                                            | 94011    |
| 6   | Женско становништво са 3 и више година                                                           | 98206    |
| 7   | Становништво са 5 и више година                                                                  | 184335   |
| 8   | Мушко становништво са 5 и више година                                                            | 90018    |
| 9   | Женско становништво са 5 и више година                                                           | 94317    |
| 10  | Становништво са 12 и више година                                                                 | 157582   |
| 11  | Мушко становништво са 12 и више година                                                           | 76345    |
| 12  | Женско становништво са 12 и више година                                                          | 81237    |
| 13  | Становништво са 15 и више година                                                                 | 147003   |
| 14  | Мушко становништво са 15 и више година                                                           | 71000    |
| 15  | Женско становништво са 15 и више година                                                          | 76003    |
| 16  | Становништво са 18 и више година                                                                 | 135686   |
| 17  | Мушко становништво са 18 и више година                                                           | 65310    |
| 18  | Женско становништво са 18 и више година                                                          | 70376    |
| 19  | Становништво од 3 до 5 година                                                                    | 11621    |
| 20  | Мушко становништво од 3 до 5 година                                                              | 5913     |
| 21  | Женско становништво од 3 до 5 година                                                             | 5708     |
| 22  | Становништво од 6 до 11 година                                                                   | 23014    |
| 23  | Мушко становништво од 6 до 11 година                                                             | 11753    |
| 24  | Женско становништво од 6 до 11 година                                                            | 11261    |
| 25  | Становништво од 8 до 14 година                                                                   | 25846    |
| 26  | Мушко становништво од 8 до 14 година                                                             | 13157    |
| 27  | Женско становништво од 8 до 14 година                                                            | 12689    |
| 28  | Становништво од 12 до 14 година                                                                  | 10579    |
| 29  | Мушко становништво од 12 до 14 година                                                            | 5345     |
| 30  | Женско становништво од 12 до 14 година                                                           | 5234     |
| 31  | Становништво од 15 до 17 година                                                                  | 11317    |
| 32  | Мушко становништво од 15 до 17 година                                                            | 5690     |
| 33  | Женско становништво од 15 до 17 година                                                           | 5627     |
| 34  | Становништво од 18 до 24 године                                                                  | 27733    |
| 35  | Мушко становништво од 18 до 24 године                                                            | 13768    |
| 36  | Женско становништво од 18 до 24 године                                                           | 13965    |
| 37  | Женско становништво од 15 до 49 година                                                           | 59190    |
| 38  | Становништво са 60 и више година                                                                 | 13523    |
| 39  | Мушко становништво са 60 и више година                                                           | 6483     |
| 40  | Женско становништво са 60 и више година                                                          | 7040     |
| 41  | Однос између мушкараца и жена                                                                    | 96.1     |
| 42  | Становништво од нуле до 14 година                                                                | 56129    |
| 43  | Становништво од 15 до 64 године                                                                  | 139007   |
| 44  | Становништво од 65 година и више                                                                 | 7996     |
| 45  | Просечан број деце                                                                               | 2.11     |
| 46  | Становништво рођено у ентитету                                                                   | 113704   |
| 47  | Мушко становништво рођено у ентитету                                                             | 56555    |
| 48  | Женско становништво рођено у ентитету                                                            | 57149    |
| 49  | Становништво рођено у другом ентитету                                                            | 88565    |
| 50  | Мушко становништво рођено у другом ентитету                                                      | 42527    |
| 51  | Женско становништво рођено у другом ентитету                                                     | 46038    |
| 52  | Становништво од 5 година и више резидентно у ентитету у јуну 2005. године                        | 177152   |
| 53  | Мушко становништво старосног доба од 5 година и више, резидентно у ентитету у јуну 2005. године  | 86428    |
| 54  | Женско становништво старосног доба од 5 и више година, резидентно у ентитету у јуну 2005. године | 90724    |
| 55  | Становништво од 5 година и више које је живело у другом ентитету у јуну 2005. године             | 5686     |
| 56  | Мушко становништво старије од 5 година које је живело у другом ентитету у јуну 2005. године      | 2746     |
| 57  | Женско становништво старије од 5 година које је живело у другом ентитету у јуну 2005. године     | 2940     |
| 58  | Становништво од 3 године и више које говори аутохтони језик                                      | 2435     |
| 59  | Мушко становништво старо 3 године и више које говори аутохтони језик                             | 1236     |
| 60  | Женско становништво старо 3 године и више које говори аутохтони језик                            | 1199     |
| 61  | Становништво од 3 године и више које говори аутохтони језик и не говори шпански језик            | 19       |
| 62  | Мушко становништво старо 3 године и више које говори аутохтони језик и не говори шпански         | 10       |
| 63  | Женско становништво старо 3 године и више које говори аутохтони језик и не говори шпански језик  | 9        |
| 64  | Становништво старо 3 године и више које говори аутохтони језик и шпански                         | 2071     |
| 65  | Мушко становништво старо 3 године и више које говори аутохтони језик и шпански                   | 1061     |
| 66  | Женско становништво старо 3 године и више које говори аутохтони језик и шпански                  | 1010     |
| 67  | Становништво од 5 година и више које говори аутохтони језик                                      | 2420     |
| 68  | Становништво од 5 година и више које говори аутохтони језик и не говори шпански језик            | 19       |
| 69  | Становништво од 5 година и више које говори аутохтони језик и говори шпански језик               | 2064     |
| 70  | Становништво у домородачким домаћинствима                                                        | 6622     |
| 71  | Становништво са ограничењима у активностима                                                      | 7701     |
| 72  | Становништво са ограниченим ходањем или кретањем, горе или доле                                  | 3760     |
| 73  | Становници са ограничењима вида, чак и уз кориштење сочива                                       | 2801     |
| 74  | Становништво са ограничењима говора, комуникације или конверзације                               | 617      |
| 75  | Становништво са ограниченим слухом                                                               | 853      |
| 76  | Становништво са ограничењима при одевању, купању или јелу                                        | 363      |
| 77  | Становништво са ограничењима у опажању или учењу једноставних ствари                             | 361      |
| 78  | Становништво са менталним ограничењима                                                           | 680      |
| 79  | Становништво без ограничења активности                                                           | 194681   |
| 80  | Становништво од 3 до 5 година које не похађа школу                                               | 6178     |
| 81  | Мушко становништво од 3 до 5 година које не похађа школу                                         | 3115     |
| 82  | Женско становништво од 3 до 5 година које не похађа школу                                        | 3063     |
| 83  | Становништво од 6 до 11 година које не похађа школу                                              | 609      |
| 84  | Мушко становништво од 6 до 11 година које не похађа школу                                        | 317      |
| 85  | Женско становништво од 6 до 11 година које не похађа школу                                       | 292      |
| 86  | Становништво од 12 до 14 година које не похађа школу                                             | 596      |
| 87  | Мушко становништво од 12 до 14 година које не похађа школу                                       | 337      |
| 88  | Женско становништво од 12 до 14 година које не похађа школу                                      | 259      |
| 89  | Становништво од 15 до 17 година похађа школу                                                     | 8149     |
| 90  | Мушко становништво од 15 до 17 година похађа школу                                               | 4004     |
| 91  | Женско становништво између 15 и 17 година живота у школи                                         | 4145     |
| 92  | Становништво од 18 до 24 године похађа школу                                                     | 7758     |
| 93  | Мушко становништво од 18 до 24 године похађа школу                                               | 3960     |
| 94  | Женско становништво од 18 до 24 године похађа школу                                              | 3798     |
| 95  | Становништво од 8 до 14 година које не може да чита и пише                                       | 347      |
| 96  | Мушко становништво старосног доба од 8 до 14 година које не може да чита и пише                  | 203      |
| 97  | Женско становништво старосног доби од 8 до 14 година које не може да чита и пише                 | 144      |
| 98  | Становништво од 15 година и више које је неписмено                                               | 4339     |
| 99  | Мушко становништво од 15 година и више које је неписмено                                         | 1335     |
| 100 | Женско становништво од 15 година и више које је неписмено                                        | 3004     |
| 101 | Становништво старо 15 и више година без школовања                                                | 6296     |
| 102 | Мушко становништво старо 15 и више година без школовања                                          | 2280     |
| 103 | Женско становништво старо 15 и више година без школовања                                         | 4016     |
| 104 | Становништво старосног доба 15 и више година са непотпуним основним образовањем                  | 10613    |
| 105 | Мушко становништво старосног доба од 15 година и више са непотпуном основним образовањем         | 4449     |
| 106 | Женско становништво старосног доба 15 и више година са непотпуном основним образовањем           | 6164     |
| 107 | Становништво старо 15 и више година са комплетним основним образовањем                           | 24611    |
| 108 | Мушко становништво старо 15 година и више са комплетним основним образовањем                     | 11138    |
| 109 | Женско становништво старо 15 и више година са комплетним основним образовањем                    | 13473    |
| 110 | Становништво старосног доба 15 и више година са непотпуним средњим образовањем                   | 6700     |
| 111 | Мушко становништво старосног доба од 15 година и више са непотпуним средњим образовањем          | 3739     |
| 112 | Женско становништво старосног доба од 15 година и више са непотпуним средњим образовањем         | 2961     |
| 113 | Становништво старо 15 и више година са пуним секундарном образовањем                             | 40037    |
| 114 | Мушко становништво старосног доба од 15 година и више са пуним секундарном образовањем           | 20440    |
| 115 | Женско становништво старосног доба од 15 година и више са пуним секундарном образовањем          | 19597    |
| 116 | Становништво старије од 18 година са постосновним образовањем                                    | 52705    |
| 117 | Мушко становништво старије од 18 година са постосновним образовањем                              | 26307    |
| 118 | Женско становништво старије од 18 година са постосновним образовањем                             | 26398    |
| 119 | Просечна оцена школовања                                                                         | 9.16     |
| 120 | Просечан ниво образовања мушке популације                                                        | 9.39     |
| 121 | Просечан ниво образовања женског становништва                                                    | 8.95     |
| 122 | Економски активно становништво                                                                   | 85958    |
| 123 | Економски активна мушка популација                                                               | 57011    |
| 124 | Економски активна женска популација                                                              | 28947    |
| 125 | Становништво које није економски активно                                                         | 71152    |
| 126 | Мушко становништво које није економски активно                                                   | 19054    |
| 127 | Женско становништво које није економски активно                                                  | 52098    |
| 128 | Запослено становништво                                                                           | 81150    |
| 129 | Запослено мушко становништво                                                                     | 53427    |
| 130 | Запослено женско становништво                                                                    | 27723    |
| 131 | Незапослена популација                                                                           | 4808     |
| 132 | Незапослена мушка популација                                                                     | 3584     |
| 133 | Незапослена женска популација                                                                    | 1224     |
| 134 | Становништво без права на здравствене услуге                                                     | 80526    |
| 135 | Становништво које има право на здравствене услуге                                                | 122320   |
| 136 | Становништво које има право на ИМСС                                                              | 93688    |
| 137 | Становништво које има право на социјално осигурање                                               | 5897     |
| 138 | Становништво које има право на државно социјално осигурање                                       | 2501     |
| 139 | Становништво које има право на опште осигурање или здравствено осигурање за нову генерацију      | 14489    |
| 140 | Становништво које је било једном или није било у браку током 12 година и више                    | 54135    |
| 141 | Венчано или уједињено становништво од 12 година и више                                           | 88836    |
| 142 | Становништво које је било у браку или уједињено 12 година и више                                 | 14339    |
| 143 | Становништво са католичком религијом                                                             | 171513   |
| 144 | Протестанти, еванђелисти и библијски следбеници различити од еванђелиста                         | 15849    |
| 145 | Становништво са другим религијама различитим од претходних                                       | 267      |
| 146 | Становништво без религије                                                                        | 7883     |
| 147 | Укупно пописаних домаћинства                                                                     | 51173    |
| 148 | Пописна домаћинства на челу са мушкарцима                                                        | 39970    |
| 149 | Пописна домаћинства на челу са женама                                                            | 11203    |
| 150 | Становништво у пописним домаћинствима                                                            | 203153   |
| 151 | Становништво у пописним домаћинствима на челу са мушкарцима                                      | 164429   |
| 152 | Становништво у пописним домаћинствима на челу са женама                                          | 38724    |
| 153 | Укупно домаћинстава                                                                              | 58428    |
| 154 | Укупно насељених домаћинстава                                                                    | 52146    |
| 155 | Укупно приватних кућа                                                                            | 57455    |
| 156 | Насељени приватни домови                                                                         | 51173    |
| 157 | Укупно насељених приватних кућа                                                                  | 52145    |
| 158 | Ненасељене приватне куће                                                                         | 4722     |
| 159 | Појединачна домаћинства за привремену употребу                                                   | 1560     |
| 160 | Становници у насељеним приватним кућама                                                          | 203153   |
| 161 | Насељеност станара у приватним становима                                                         | 3.97     |
| 162 | Просечно становника по соби у приватним насељеним домаћинствима                                  | 1.02     |
| 163 | Појединачна домаћинства са подовима од различитих материјала од земље                            | 49836    |
| 164 | Појединачна домаћинства у приземљу                                                               | 1054     |
| 165 | Појединачна домаћинства са једном спаваћом собом                                                 | 16808    |
| 166 | Појединачна домаћинства са две спаваће собе и више                                               | 34240    |
| 167 | Појединачна домаћинства са једним собом                                                          | 3203     |
| 168 | Појединачна домаћинства са две собе                                                              | 8494     |
| 169 | Појединачна домаћинства са 3 собе и више                                                         | 39270    |
| 170 | Појединачна домаћинства која имају електрично светло                                             | 51017    |
| 171 | Појединачна домаћинства која немају електрично светло                                            | 60       |
| 172 | Појединачна домаћинства која имају водоводну воду у стамбеном простору                           | 50439    |
| 173 | Појединачна домаћинства која немају водоводну воду у стамбеном простору                          | 565      |
| 174 | Појединачна домаћинства која имају тоалет                                                        | 50917    |
| 175 | Појединачна домаћинства која имају канализацију                                                  | 50838    |
| 176 | Појединачна домаћинства која немају канализацију                                                 | 163      |
| 177 | Појединачна домаћинства која имају електрично светло, довод воде из јавне мреже и канализацију   | 50219    |
| 178 | Појединачна домаћинства без икаквих услова                                                       | 157      |
| 179 | Појединачна домаћинства која имају радио                                                         | 45709    |
| 180 | Појединачна домаћинства која имају телевизор                                                     | 50234    |
| 181 | Појединачна домаћинства која имају фрижидер                                                      | 45352    |
| 182 | Појединачна домаћинства која имају машину за веш                                                 | 38681    |
| 183 | Појединачна домаћинства која имају аутомобил или комби                                           | 20752    |
| 184 | Појединачна домаћинства која имају рачунар                                                       | 17444    |
| 185 | Појединачна домаћинства која имају фиксну телефонску линију                                      | 30536    |
| 186 | Појединачна домаћинства која имају мобилни телефон                                               | 36818    |
| 187 | Појединачна домаћинства која имају приступ интернету                                             | 11765    |
| 188 | Величина локације                                                                                | 11       |